# Barbara O'Neil

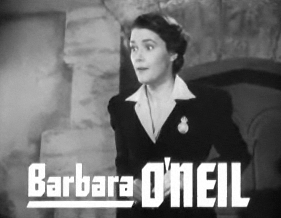
Barbara O'Neil i Shining Victory (1941)

Barbara O'Neil, född 17 juli 1910 i St. Louis i Missouri, död 3 september 1980 i Cos Cob i Connecticut, var en amerikansk skådespelare.
O'Neil debuterade i filmen Stella Dallas 1937 och 1939 spelade hon rollen som Ellen O'Hara, Scarlett O'Hara's mamma, i Borta med vinden. 

## Filmografi
| År   | Film                          | Roll                    | Anteckning                                   |
| ---- | ----------------------------- | ----------------------- | -------------------------------------------- |
| 1937 | Stella Dallas                 | Helen Morrison Dallas   |                                              |
| 1938 | Love, Honor and Behave        | Sally Painter           |                                              |
| 1938 | The Toy Wife                  | Louise Brigard          |                                              |
| 1938 | Jag är lagen                  | Jerry Lindsay           |                                              |
| 1939 | The Sun Never Sets            | Helen Randolph          |                                              |
| 1939 | When Tomorrow Comes           | Madeleine Chagal        |                                              |
| 1939 | Den blodiga borgen            | Drottning Elizabeth     |                                              |
| 1939 | Borta med vinden              | Ellen O'Hara            |                                              |
| 1940 | Allt detta och himlen därtill | Hertiginnan de Praslin  | Nominerad — Oscar för bästa kvinnliga biroll |
| 1941 | Shining Victory               | Miss Leeming            |                                              |
| 1948 | Den låsta dörren              | Miss Robey              |                                              |
| 1948 | I Remember Mama               | Jessie Brown            |                                              |
| 1949 | Whirlpool                     | Theresa Randolph        |                                              |
| 1952 | Planerat illdåd               | Mrs. Catherine Tremayne |                                              |
| 1956 | Flame of the Islands          | Mrs. Duryea             |                                              |
| 1959 | Nunnan                        | Moder Didyma            |                                              |
| 1970 | Lions of St. Petersburg       | Tamila                  | även Leoni di Petersburgo                    |